# Parapoynx aptalis
Parapoynx aptalis là một loài bướm đêm trong họ Crambidae.